# Hoya de Buñol
Die Comarca Hoya de Buñol ist eine der 16 Comarcas in der Provinz Valencia der Valencianischen Gemeinschaft.
Die im Zentrum gelegene Comarca umfasst 9 Gemeinden auf einer Fläche von 817,37 km².

## Gemeinden
| Gemeinde              | Einwohner (2024) | Fläche km² | Dichte Einw./km² | Cod INE | Postleitzahl |
| --------------------- | ---------------- | ---------- | ---------------- | ------- | ------------ |
| Alborache             | 1.471            | 27,33      | 54               | 46012   | 46369        |
| Buñol                 | 9.765            | 112,40     | 87               | 46077   | 46360        |
| Cheste                | 9.022            | 71,44      | 126              | 46109   | 46380        |
| Chiva                 | 17.245           | 178,73     | 96               | 46111   | 46370        |
| Dos Aguas             | 338              | 121,52     | 3                | 46115   | 46198        |
| Godelleta             | 4.182            | 37,45      | 112              | 46136   | 46388        |
| Macastre              | 1.475            | 37,66      | 39               | 46158   | 46368        |
| Siete Aguas           | 1.279            | 110,59     | 12               | 46229   | 46392        |
| Yátova                | 2.242            | 120,25     | 19               | 46261   | 46367        |
| Comarca Hoya de Buñol | 47.019           | 817,37     | 58               | –       | –            |